# Popis stanovništva u Pridnjestrovlju 1989.
Popis stanovništva u Pridnjestrovlju 1989. godine organizirale su vlasti Moldavske SSR-a u posljednjim danima njezina postojanja kao sovjetske republike. To se dogodilo u sklopu sovjetskog popisa stanovništva 1989.
Rezultati popisa iz 1989. pokazali su da je među stanovništvom Pridnjestrovlja približno 40% bilo etničkih Moldavaca, 28% Ukrajinaca i 25% Rusa .

## Rezultati popisa stanovništva
- Ukupno stanovništvo na lijevoj obali rijeke Dnjestar (bez grada Tighine): 546.400
- Ukupno stanovništvo u rajonima uglavnom na lijevoj obali rijeke Dnjestar (bez Tighine): 601 660[1]
- (postoci u nastavku se odnose na drugi broj)
- Moldavci: 39,9%
- Ukrajinci: 28,3%
- Rusi: 25,5%
- Ostali: 6,4%